# Canestrato (formaggio siciliano)
Il Canestrato, o in siciliano Canistratu e più raramente Tumazzu o Picurinu, è un formaggio a pasta dura di  latte pecorino o anche misto con caprino prodotto in tutta la Sicilia, dove assume anche nomi diversi legati a produzioni specifiche o locali d'eccellenza.
Il Canestrato rientra nell'elenco dei prodotti agroalimentari tradizionali (PAT) stilato dal Ministero delle Politiche agricole e forestali (Mipaaf).
Una variante in Sicilia è il canestrato vacchino, o "canestrato dei Nebrodi". In Italia il termine canestrato si riferisce anche a diversi altri formaggi che nell'ambito della loro produzione prevedono l'uso di un canestro di giunco come ad esempio il canestrato pugliese o il canestrato di Moliterno.

## Storia
Citazioni del canestrato si trovano in alcuni contratti di gabella siciliani risalenti al 1400. Troviamo testimonianza del 1407 nel calmiere dei latticini dove è citato come tumazza  Un ulteriore riscontro si ha in una citazione nella dieta del 1562 delle monache del monastero di San Castrenze a Monreale (Palermo) La particolarità della mistura di latte del canestrato si fa risalire alla necessità dei mandriani di utilizzare il latte in eccesso delle pecore al seguito della mandria durante il periodo primaverile.

## Nome
Il termine canestrato fa riferimento ai canestri di giunco utilizzati per produrre e conservare questo formaggio. Vengono anche localmente utilizzati anche altri nomi, come tumazzu o primosale, che fanno riferimento al grado di stagionatura.

## Caratteristiche

### Forma
Il canestrato ha una forma cilindrica con facce piane e talvolta concave, derivata dal canestro in cui viene prodotto. La crosta esterna è di colore bianco-giallognolo e su di essa sono evidenti i solchi lasciati dai giunchi che formano il canestro.
Il canestrato è prodotto in forme che pesano tra i 4 ed i 14 chilogrammi. L'altezza dello scalzo varia dagli 8 ai 45 centimetri.

### Caratteristiche organolettiche
Il sapore e il colore della pasta dipendono dalla stagionatura del canestrato. Il Canestrato fresco è molto morbido e ha un gusto dolce con un colore molto chiaro tendente al giallo paglierino. Il Canestrato stagionato ha invece un sapore piccante e un profumo pungente, si presenta con una pasta più dura e compatta dal colore giallo più scuro tendente al marroncino.

## Produzione

### Lavorazione
Si usa latte intero crudo di pecora e/o (in alternativa) di capra; microflora naturale e caglio in pasta di agnello o capretto.
Il latte viene fatto coagulare in una tina di legno alla temperatura di 35° con caglio in pasta. La cagliata viene poi rotta e spurgata con le mani dopo essere stata adagiata sulle fascere, o in siciliano fascedde, nient'altro che i tradizionali canestri di giunco che danno al canestrato la sua tipica forma lasciando i solchi sui lati del formaggio.
Nella seconda fase la cagliata viene cotta con la scotta calda a 80°. Le forme sono poi sistemate sul tavoliere di legno per la fase fase di spurgo e di acidificazione cui seguirà la salatura.

### Salatura e stagionatura
Le forme destinate al consumo immediato, dopo la fase di spurgo e di acidificazione, non vengono salate. Queste forme sono chiamate tuma.
Le forme da stagionare, invece, sono salate a secco per dieci giorni consecutivi e poi di nuovo, una volta alla settimana, per i successivi mesi necessari alla stagionatura.  
Il Canestrato ha tre tipi di stagionatura: da 8 a 10 giorni per il primosale, da 2 a 4 mesi per il secondosale (o semistagionato) e oltre i 4 mesi per lo stagionato.
Il canestrato può prevedere o meno l'aggiunta di pepe nero in grani o peperoncino.
La stagionatura avviene su ripiani di legno in locali freschi e ventilati. Talvolta avviene in cantine e grotte naturali con pareti geologicamente naturali.